# Bruno Zevi
Bruno Zevi (Roma, 22 gennaio 1918 – Roma, 9 gennaio 2000) è stato un architetto, urbanista e politico italiano, noto soprattutto come storico e critico d'architettura.

## Biografia
(Bruno Zevi, Zevi su Zevi: architettura come profezia, 1993)
Nasce a Roma nel 1918 da un'agiata famiglia italiana di origine ebraica, consegue la maturità classica al liceo Tasso, dove ha per compagni di classe Paolo Alatri e Mario Alicata. Studente di Architettura alla Sapienza - Università di Roma, nel 1938 a seguito delle leggi razziali lascia l'Italia per Londra prima e poi per gli Stati Uniti. Si laurea in Architettura nel 1942 alla Graduate School of Design della Harvard University, in quel momento diretta da Walter Gropius.

Frank Lloyd Wright e Bruno Zevi a Venezia nel 1951

Il 26 dicembre 1940 si sposa con Tullia Calabi. Rientra in Europa, a Londra, nel 1943; nel 1944 è di nuovo in Italia, dove fonda l'Associazione per l'architettura organica (Apao) e l'anno successivo la rivista Metron, pur mantenendo i contatti accademici più stretti con la comunità accademica angloamericana.
Dal 1948 insegna storia dell'architettura presso l'Istituto Universitario di Architettura di Venezia e nel 1964 diviene professore ordinario alla facoltà di architettura dell'Università degli Studi di Roma "La Sapienza". Attivissimo nel campo della critica architettonica, pubblica nel 1948 Saper vedere l'architettura; dal 1954 al 2000 tiene una rubrica settimanale di architettura su Cronache e poi L'Espresso; nel 1955 fonda la rivista mensile L'architettura. Cronache e storia e poi, con Lina Bo Bardi, il settimanale La Cultura della Vita.
Di particolare importanza per il superamento delle divisioni tra storia dell'arte e storia dell'architettura, furono i suoi legami con i critici d'arte Giulio Carlo Argan, Cesare Brandi e Carlo Ludovico Ragghianti. Nel 1959 fu uno dei fondatori a Roma dell'Istituto Nazionale di Architettura (In/Arch), di cui fu un attivo collaboratore negli anni settanta. Fu segretario generale dell'Istituto Nazionale di Urbanistica (INU) ed accademico di San Luca.
In un articolo del 1960 nell'L'Espresso critica aspramente, in occasione della demolizione della Villa Deliella, le azioni del comune di Palermo, denunciando le criminali speculazioni edilizie che cambieranno radicalmente ed irrimediabilmente l'urbanistica della città col cosiddetto sacco di Palermo. Nel 1979 viene eletto presidente emerito del Comitato Internazionale dei Critici di Architettura (CICA). Dopo le decise contestazioni del 1968, dichiara la sua delusione per una mancata riforma ed il permanere di un grave stato di degrado culturale nell'Università; nel 1979 lascia gli incarichi accademici.

### Impegno politico
Sempre impegnato sul fronte politico e dei diritti civili, durante il fascismo Zevi fu membro del movimento clandestino Giustizia e Libertà e diresse i Quaderni Italiani. All'inizio del 1940, dato il clima antiebraico ormai diffusosi in tutta Europa, si trasferì a New York per continuare gli studi universitari e portare avanti la lotta antifascista con Lionello Venturi, Franco Modigliani, Aldo Garosci, Gaetano Salvemini.
Tornato in Italia, militò nel Partito d'Azione, in Unità Popolare, ed infine nel Partito Radicale. Negli anni ottanta, ha fatto parte anche dell'assemblea nazionale del Partito Socialista Italiano, aggiungendosi ai tanti esponenti della sinistra laica che avevano la "doppia tessera" socialista e radicale.
Due giorni dopo l'attentato alla sinagoga di Roma, nell'ottobre 1982 come consigliere comunale romano  pronunciò un forte discorso in Campidoglio contro l'antisemitismo diffuso, concludendo così il suo intervento: «L'antisemitismo è esistito per duemila anni, non dal 1948, dalla proclamazione dello Stato d'Israele. Non crediamo all'antisionismo filosemita: è una contraddizione in termini».
Dal 1988 al 1999 fu presidente onorario del Partito Radicale. Deputato dal 1987 al 1992, si dimise dall'incarico di presidente in segno di protesta per l'adesione degli esponenti radicali del Parlamento europeo al gruppo dei non iscritti, in cui sedevano anche gli eletti del Fronte Nazionale di Jean-Marie Le Pen. Nel 1998 fu tra i fondatori del Partito d'Azione Liberalsocialista.

### Morte
Muore a Roma nel 2000.
Il 28 settembre 2002, in via Nomentana 150, si inaugura la Fondazione "Bruno Zevi".

## Opere

### Architetture
(Progetti principali)
- 1940-1941 Brown & Nichols School, Cambridge, Inghilterra
- 1948 Villa Aurelia, Roma
- 1947-1949 Palazzina in via Monti Parioli 15, Roma
- 1949-1951 Palazzina in via Pisanelli 1, Roma
- [1950]-1956 Piano regolatore generale, Comune di Perugia
- 1954 Progetto per la nuova stazione di Napoli centrale
- 1958 Ina-casa. Stazione appaltante Iacp di Salerno, quartiere Pastena
- [1959] Ricostruzione Ponte Garibaldi a Roma
- 1963 Biblioteca civica "Luigi Einaudi", Dogliani (CN), Bruno Zevi e Studio A/Z
- 1965 Biblioteca civica "Nino Colombo", Beinasco (TO), Bruno Zevi
- 1967 Padiglione italiano per l'Esposizione Universale a Montréal (Canada)
- 1967-1970 Asse attrezzato, Roma, Bruno Zevi e Studio Asse
- 1978 Comune di Benevento. Piano particolareggiato di esecuzione (Ppe)
- 1984-1989 Comune di Firenze. Piano particolareggiato dell'area Fiat di Novoli
- 1986-1999 Regione Lazio. Piano territoriale paesistico n. 13
- s. d. Palazzo di Giustizia nell'abitato di Melfi (PZ)
- s. d. Monumento all'emigrato verso Israele

### Pubblicazioni principali
- Verso un'architettura organica, collana Saggi, n. 54, Torino, Giulio Einaudi editore, 1945, SBN UFI0072166.
- Frank Lloyd Wright, collana Architetti del movimento moderno, n. 3, Milano, Il balcone, 1947, SBN VEA0073422.
- Erik Gunnar Asplund, collana Architetti del movimento moderno, n. 6, Milano, Il balcone, 1948, SBN MIL0467752.
- Saper vedere l'architettura, collana Saggi, n. 96, Torino, Einaudi, 1948, SBN RAV0084947.
- Storia dell'architettura moderna, collana Saggi, n. 136, Torino, Einaudi, 1950, SBN RAV0018711.
- Architettura e storiografia, collana Studi monografici d'architettura, n. 1, Milano, Libreria editrice politecnica Tamburini, 1950, SBN UFI0005015.
- Poetica dell'architettura neoplastica, collana Studi monografici d'architettura, n. 6, Milano, Tamburini, 1953, SBN CUB0682230.
- Richard Neutra, collana Architetti del movimento moderno, n. 10, Milano, Il balcone, 1954, SBN RML0075778.
- Architettura in nuce, Venezia-Roma, Istituto per la collaborazione culturale, 1960, SBN VEA0140971.
- Biagio Rossetti architetto ferrarese, collana Collana storica di architettura, n. 4, Torino, G. Einaudi, 1960, SBN SBL0523114.
- Bruno Zevi (a cura di), Michelangiolo architetto, collana Biblioteca di architettura, n. 2, Milano, Etas Kompass, 1964, SBN SBL0261808.
- Erich Mendelsohn, collana Biblioteca della rivista L'architettura, cronache e storia, n. 1, Milano, Etas Kompass, 1970, SBN UFI0057996.
- Il linguaggio moderno dell'architettura, collana Piccola biblioteca Einaudi, n. 214, Torino, Einaudi, 1973, SBN RAV0019049.
- Ebraismo e architettura, Firenze, Giuntina, 1993, ISBN 88-85943-76-4.
- Zevi su Zevi: architettura come profezia, Venezia, Marsilio, 1993, ISBN 88-317-5917-5.
- Linguaggi dell'architettura contemporanea, Milano, Etaslibri, 1993, ISBN 88-453-0627-5.
- Storia e controstoria dell'architettura in Italia, collana I mammut, n. 50, Roma, Grandi tascabili economici Newton, 1997, ISBN 88-8183-446-4.
- Capolavori del ventesimo secolo - esaminati con le sette varianti del linguaggio moderno, Roma, Newton & Compton editori s.r.l. , 2000, ISBN 88-8289-312-X

## Archivio
Il fondo Bruno Zevi è conservato presso la Fondazione Bruno Zevi. Nel 2014 l'archivio Zevi è stato oggetto di un intervento di riordinamento ed inventariazione